# クロウスゴ
クロウスゴ（黒臼子、学名: Vaccinium ovalifolium）はツツジ科スノキ属の落葉低木。別名に、ミヤマクロウスゴ、エゾクロウスゴ、ナガバクロウスゴ、ナガミクロウスゴなどがある。

## 分布と生育環境
日本では、北海道、本州の中部地方以北に分布し、亜高山帯の日なたや林縁、あるいは半日陰の湿潤地、高山帯の低木林に生育する。世界では、千島、カムチャツカ、北アメリカ北部に分布する。

## 特徴
落葉広葉樹の低木。樹高は50 - 100センチメートル (cm) になる。若い枝には著しい稜があり、基本的には緑色であるが、しばしば赤みを帯び、毛は無い。葉は長さ0.5 - 1ミリメートル (mm) の葉柄をもって互生する。葉身は楕円形から広卵形で、長さ1.8 - 4.5 cm、幅1 - 3 cmになり、先端に短い突起がある。葉の両面は無毛で質は薄く、裏面は淡緑白色。葉の下部の縁に1 - 4個の小さな鋸歯がある場合があるが、多くは鋸歯が無い。
花期は6 - 7月。葉が出るのと同時に、新枝の葉腋に長さ4 - 7 mmの花柄をもつ淡緑白色の花を1個つける。萼筒は長さ1.5 mmの広鐘形で先端は輪状に広く開き、縁が波打つ程度で裂片は不明瞭。花冠は長さ5 mmあり、つぼ形で先端は浅く5裂し、先は反曲する。花冠の色は、緑白色になり多くは赤褐色を帯びる。雄蕊は10本ある。
果期は8 - 10月。果実は径8 - 10 mmの球状の液果で、表面に白い粉を帯びた黒紫色に熟し食用になる。果実の先端は5角形にへこむ。
- 果実の先端は5角形にへこむ。

## 食用
熟した果実を主に生食する。食味は酸味と甘みがあり、美味である。また、ジャムやゼリーに加工することも出来る。

## 変種
- ミヤマエゾクロウスゴ Vaccinium ovalifolium Sm. var. alpinum (Tatew.) T.Yamaz. - 樹高は10-20cmと低く、葉の下部の縁に3-5個の微小な鋸歯がある。北海道の高山の雪田わきに生育する。
- オククロウスゴ Vaccinium ovalifolium Sm. var. sachalinense T.Yamaz. - 葉がやや厚くて細く、葉の中部以下の縁に鋸歯がある。北海道利尻島、樺太に分布する。

## 近縁種
同属のマルバウスゴ（学名: Vaccinium shikokianum、シノニム: Vaccinium ovalifolium var. shikokianum）は、クロウスゴの変種とされることもあるが、ミヤマエゾクロウスゴに近く、それから分化し、日本の本州で形成された若い独立種として扱われている。花の形や色、果実は、クロウスゴによく似ているが、マルバウスゴは、葉の縁全体に先端が毛状になる細鋸歯がある。山形県から富山県にかけた日本海側の高山に分布する。果実は同様に食用にする。